# Paul Lodge
Paul Lodge (født 13. februar 1961) er en engelsk tidligere fodboldspiller og -træner.